# مسرح مصري

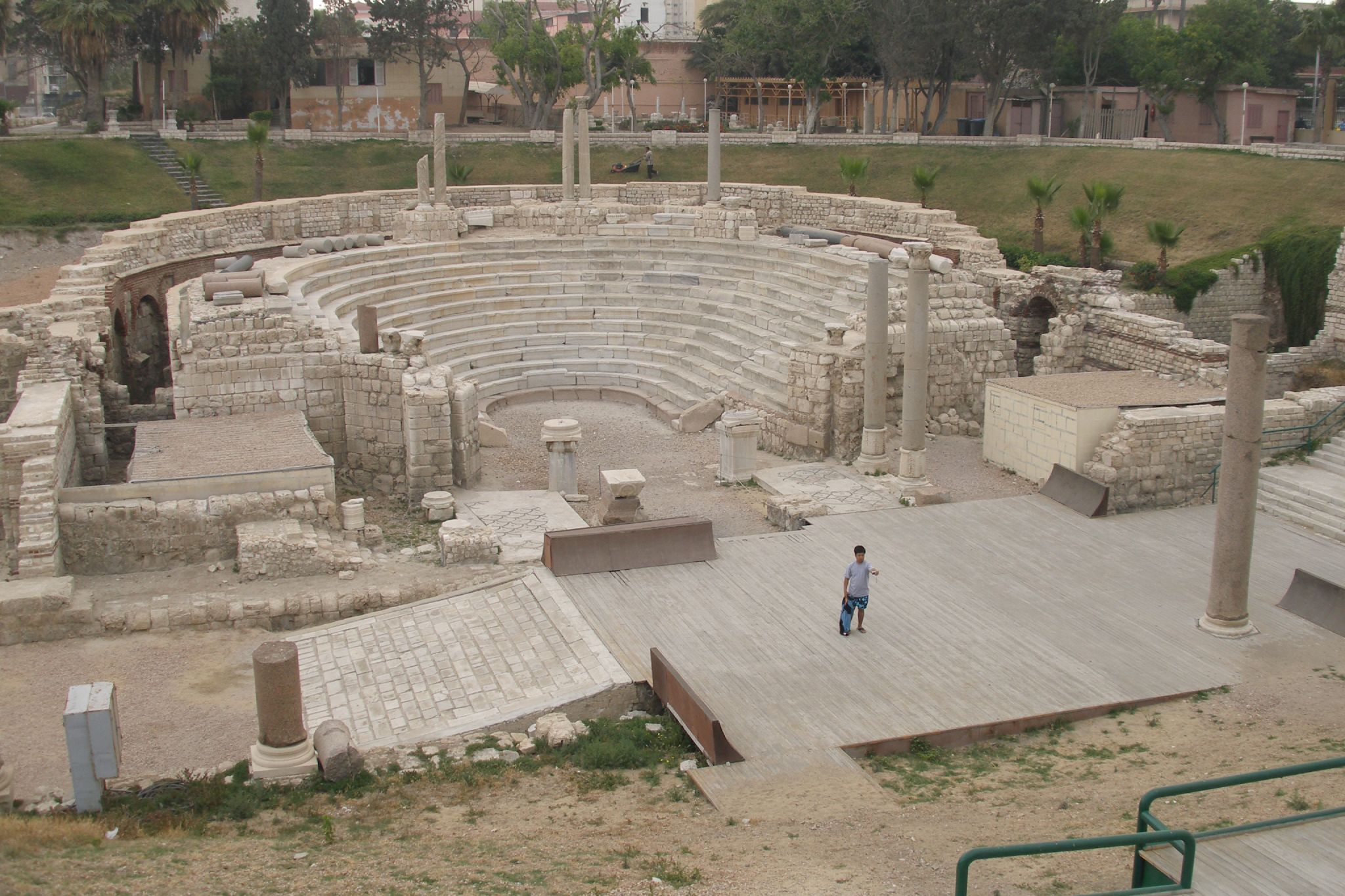

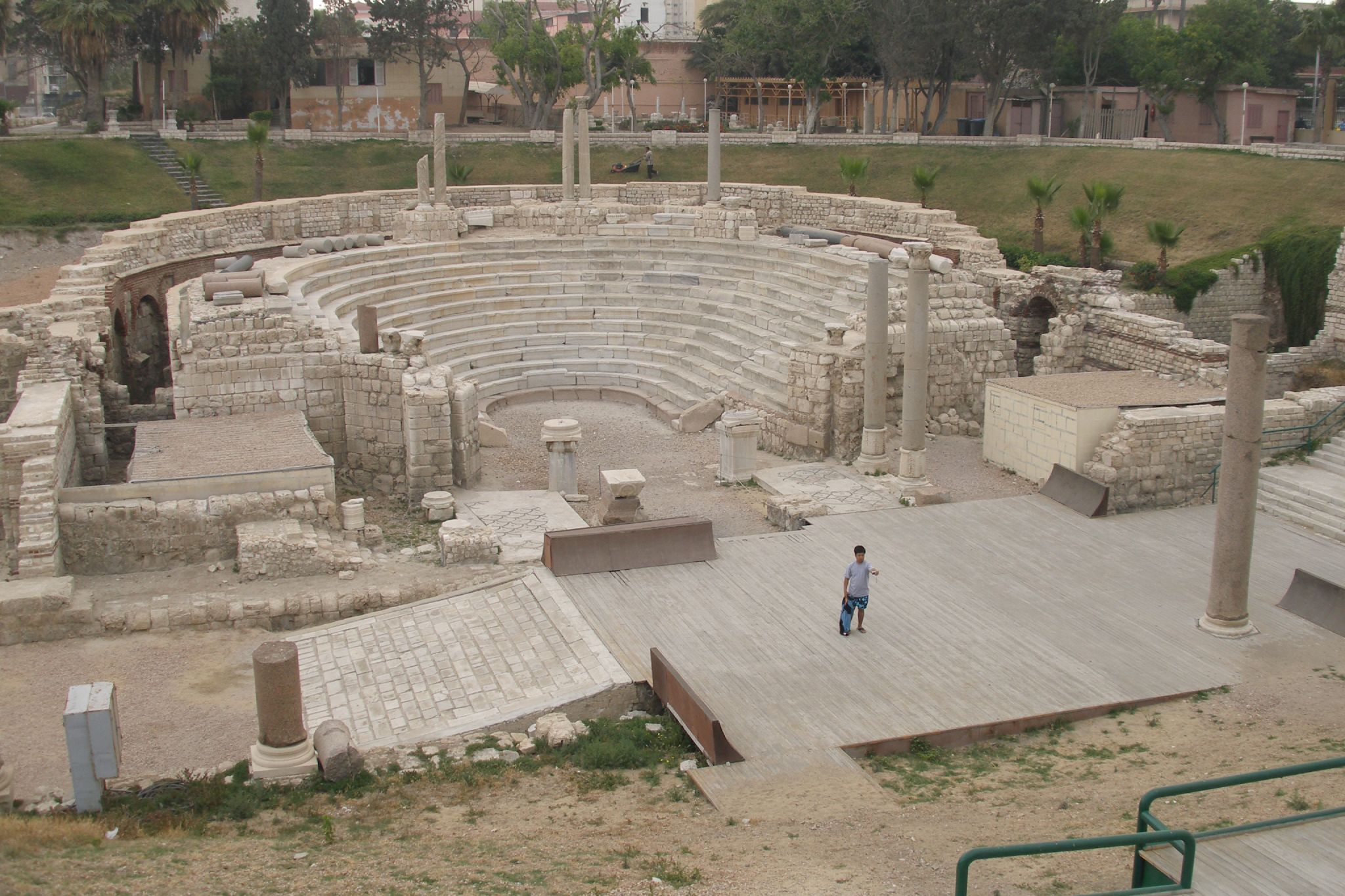

بدأت ظهور فكرة المسرح في العالم في مصر القديمة، فقد قدم قدماء المصريين فنونا مسرحية، وجُدت في النقوش التي ظهرت بمحيط المقابر الفرعونية، واستمد مصطلح «المسرح» جذوره من كلمة «ثياترون» الإغريقية التي تعنى مكانًا مخصصًا للمشاهدة الذي بنى على شكل مدرجات نصف دائرية منحوتة من منحدر التل، وبالتالى يعتبر العصر الإغريقى هو أساس المسرح الذي بدأ باستغلال البداية التي ظهرت في نصر القديمة لوضع وتحديد الأسس.

## في العصر الحديث
في العصر الحديث، عرفت مصر فن المسرح منذ النصف الثاني من القرن التاسع عشر عن طريق التفاعل مع أوروبا .وكذلك تطوير الأشكال المسرحية الشعبية التي عرفتها مصر قبل هذا التاريخ بكثير.
البداية كانت عن طريق يعقوب صنوع وأبو خليل القباني ثم تدرج الحال إلى فرق مسرحية حرة منها فرقة يوسف بك وهبى التي تقدم التراجيديا أو المأساة وأبو السعود الإبياري وإسماعيل ياسين وبديع خيري وعلي الكسار ونجيب الريحاني في تقديم الكوميديا على نحو آخر .

## في القرن العشرين

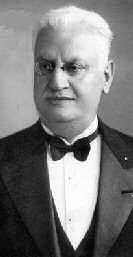
جورج أبيض

قُدّم أكثر من 350 مسرحية فيما يعرف بمسرح الصالات في ثلاثينيات وأربعينيات القرن العشرين، شارك في تقديمها بيرم التونسي، أمين صدقي، بديع خيري وأبو السعود الإبيارى وأخرجها عزيز عيد وبشارة واكيم وعبد العزيز خليل. بالإضافة إلى إحصائيات مهمة، منها أن أطول فرق القطاع الخاص عمرا هي فرقة الريحانى فقد استمر نشاطها 67 عاما بدءأ نشاطها من 1916 وحتى 1983 أي استمرت مايقرب من سبعين عاما. أكثر فرق القطاع الخاص غزارة في الإنتاج هي فرقة رمسيس التي أنتجت خلال الفترة من 1923 إلى 1960 ما يزيد على 240 مسرحية. أطول فرق مسارح الدولة عمرا هي فرقة المسرح القومى فقد استمرت 85 عاما بدءا من 1935 حتى الآن.
وبعد الثورة، برزت مجموعة من الكتاب المسرحيين أمثال ألفريد فرج، وعلي سالم، ونعمان عاشور، وسعد الدين وهبة، وغيرهم.
أما أكثر المخرجين غزارة في الإنتاج بفرق القطاع الخاص في النصف الثاني من القرن العشرين فكان السيد راضي، وحسن عبد السلام، وعبد الغني زكي، أما بفرق الدولة فإن أكثر المخرجين غزارة في الإنتاج هما الفنانان فتوح نشاطي، وزكي طليمات.
ومن كتاب المسرح المصريين الذين قدمت أعمالهم على خشبات المسارح أمين صدقي، وبديع خيري، وأبو السعود الإبياري، وتوفيق الحكيم، أما أكثر كتاب المسرح العالميين الذين قدمت أعمالهم على خشبات المسارح هم موليير، بيير كورني ووليم شكسبير.
وكانت البصمة النسائية واضحة في تاريخ المسرح المصري والذي بدأتها منيرة المهدية باعتبارها أول مطربة وممثلة مصرية ومؤسسة لفرقة مسرحية باسمها في بداية القرن العشرين بدلا من الشاميات واليهوديات.. وكيف جسدت في فرقة عزيز عيد دور رجالى في رواية للشيخ سلامة حجازى لتصبح أول من تحدى تقاليد الزمن وقتها والتي تُحرم على المرأة التمثيل وهو ما أحدث ضجيجا ساهم في زيادة شهرتها. ومنيرة المهدية هي أيضًا من اكتشفت موسيقار الأجيال محمد عبد الوهاب ومنحته الفرصة لاستكمال ألحان مسرحية كليوباترا ومارك أنطونيو بعد الوفاة المفاجئة لسيد درويش. وشجعته على الوقوف أمامها مجسدا دور مارك أنطونيو في نفس العرض.

## المسرح الآن
ونحن في الألفية الثالثة بدأ كل شيء يأخذ اتجاه مغاير ففى اواخر القرن الماضي وبالتحديد عندما بدأ عهد الأنفتاح ظهرت طبقة الأغنياء التي فرضت ذوقها وترعرع المسرح الخاص ليقدم لها وللسائحين العرب القالب التي يتكون من كوميدي وامرأة جميلة والكثير من النكات. وفي عام 2020 قررت وزير الثقافة المصرية د. إيناس عبد الدايم بتخصيص الدورة القادمة للمهرجان القومى للمسرح المصري بالاحتفاء بمرور 150 عاما على بداية المسرح المصرى الحديث. وسوف يتم استعراض ما وصل اليه فريق البحث المكون من عمرو دوارة حارس ذاكرة المسرح والذي بدأ منذ عام 1993 في إعداد أكبر موسوعة مسرحية مصرية تضم كل تفاصيل العروض المسرحية الاحترافية خلال خمسة عشر عقدا بدءا من عام 1870 على يد يعقوب صنوع وحتى 2019 بلغ خلالها عدد العروض المسرحية 6300 عمل احترافى وهي التي تم تقديمها للجمهور نظير مقابل مادى عبر شباك التذاكر. وتصدت هيئة الكتاب لطباعة الموسوعة. وتلك الموسوعة سوف تعين القارئ والباحث في معرفة روائع وإبداعات المسرح المصرى على مدى تاريخه.
وحتى الآن لم يتحدد مسار للمسرح العربي وان كانت بدأت تظهر بوادر صحوة قى اقطار شقيقة مثل سوريا وتونس.